# Os Tincoãs
Os Tincoãs fue una banda de música popular brasileña de Bahía, activa principalmente en las décadas de 1960 y 1970, y formada por Mateus Alelulia, Heraldo Bozas, Grinaldo Salustiano (Dadinho) y Getúlio de Souza (Badu). La música de Os Tincoãs estuvo fuertemente influenciada por la tradición candomblé de Bahía, que rinde culto a los orishas.
Mateus Aleluia todavía es muy activo cantando y escribiendo canciones. Aleluia se trasladó a Angola en 1983 donde comenzó a desarrollar un proyecto de investigación cultural para el gobierno angoleño. En 2002 regresó a Brasil y en 2010 debutó con Cinco Sentidos, su primer disco en solitario, producido por el sello Garimpo y patrocinado por Petrobrás. En 2017 lanzó Fogueira Doce, un nuevo álbum producido de forma independiente. Badú se unió a Os Tincoãs en 1975 y permaneció hasta 1983. Ha estado viviendo en la isla de Gran Canaria, España, durante los últimos 30 años.
El nombre del grupo es una referencia al ave cuco ardilla (Piaya cayana), autóctona de Brasil, llamada localmente tincoã. 

## Discografía

### Álbumes de estudio
| Año  | Álbum                   | Discográfica |
| ---- | ----------------------- | ------------ |
| 1962 | Meu Último Bolero       | Musicolor    |
| 1973 | Os Tincoãs              | EMI-Odeon    |
| 1975 | O Africanto dos Tincoãs | RCA          |
| 1977 | Os Tincoãs              | RCA          |
| 1986 | Dadinho e Mateus        | CID          |
| 2017 | Nós, Os Tincoãs         |              |

### EPs
| Año  | Álbum      | Discográfica |
| ---- | ---------- | ------------ |
| 1976 | Os Tincoãs | RCA          |
| 1978 | Os Tincoãs | RCA          |

### Sencillos
| Año  | Álbum                              | Discográfica |
| ---- | ---------------------------------- | ------------ |
| 1974 | Misericórdia / Saudação aos Orixás | EMI-Odeon    |
| 1976 | Banzo / Jó                         | RCA          |
| 1976 | Promessa ao Gantois / Anita        | RCA          |
| 1977 | Cordeiro de Nanã / Atabaque Chora  | RCA          |
| 1980 | Embola, Embola / Mãe D'Água é Rica | Atlantic     |
| 1982 | Ajagunã / Chorojô                  | RCA          |